# Trading
Il trading è un'attività d'acquisto e vendita di strumenti finanziari (come azioni, opzioni, valute, crypto, futures), il cui valore fluttua durante gli orari di apertura delle borse valori. L'attività di trading, grazie alla rivoluzione informatica, l'abbandono nel mercato fisico e lo sviluppo di mercati telematici, si è diffusa nella sua attuale forma di trading online.
Questa sua applicazione telematica ha allargato le operazioni di trading allo studio dei grafici azionari aggiornati in tempo reale e alla diffusione dell'analisi tecnica, oltre all'uso di simulazioni finanziarie che hanno come scopo primario il compito di sostenere la pianificazione strategica degli investimenti.

## Descrizione
Le oscillazioni, tra prezzo in lettera per l'acquisto e prezzo in denaro per la vendita, che si susseguono durante le sessioni borsistiche, consentono al trader che ha assunto una posizione (long mediante l'acquisto, oppure short mediante la vendita dello strumento), di ottenere profitto (gain) oppure generare una perdita (loss) dall'attività di trading.
A supporto delle decisioni prese dal trader vi sono strumenti quali l'analisi tecnica e quella fondamentale; attualmente sono altresì disponibili dei sistemi automatizzati, i cosiddetti Trading Systems, che delegano ad un computer le decisioni di acquisto e vendita ed il loro timing, in base a dei programmi ottimizzati per gli strumenti finanziari oggetto dello scambio.